# Тэд (фильм)
«Тэд» (англ. Tad) — фильм режиссёра Роба Томпсона, выпущенный в 1995 году.

## Сюжет
В фильме рассказывается о жизни президента Авраама Линкольна, в том числе и о его семейной жизни. Повествование ведётся от лица его младшего сына Тэда. В нём показано всё, что мог видеть десятилетний мальчик.

## В ролях
- Крис Кристофферсон — Авраам Линкольн
- Баг Хэлл — Тэд Линкольн
- Джейн Кертин — Мэри Линкольн
- Киран Малруни — Роберт Линкольн
- Тайлер Лонг — Вилли Линкольн
- Джин-Луиза Келли — Джулия Тафт
- Кристофер Джонс — Холли Тафт
- Билли Уорли — Элмер Элсворт
- Мьюз Уотсон — Том Пендель
- Марго Мурер — Элизабет Кикли
- Эд Гэйл — генерал Том Тамб
- Эд Греди — Сьюард
- Артур Бриджерс — Бад